# Antigua e Barbuda ai Giochi della XXX Olimpiade
Antigua e Barbuda ha partecipato ai Giochi della XXX Olimpiade di Londra, che si sono svolti dal 27 luglio al 12 agosto 2012, con una delegazione di 4 atleti.

## Atletica leggera
Gli atleti provenienti da Antigua e Barbuda hanno raggiunto gli standard di qualificazione ai seguenti eventi di atletica leggera.
| Gara  | Atleta            | Batterie | Batterie | Quarti | Quarti | Semifinali | Semifinali | Finale          | Finale          |
| Gara  | Atleta            | Tempo    | Pos.     | Tempo  | Pos.   | Tempo      | Pos.       | Tempo           | Pos.            |
| ----- | ----------------- | -------- | -------- | ------ | ------ | ---------- | ---------- | --------------- | --------------- |
| 100 m | Daniel Bailey     |          |          | 10"12  | 2º Q   | 10"16      | 6º         | Non qualificato | Non qualificato |
| 200 m | Brendan Christian | 20"63    | 4º Q     |        |        | 20"58      | 5º         | Non qualificato | Non qualificato |

| Gara            | Atleta       | Batterie | Batterie | Quarti          | Quarti          | Semifinali      | Semifinali      | Finale          | Finale          |
| Gara            | Atleta       | Tempo    | Pos.     | Tempo           | Pos.            | Tempo           | Pos.            | Tempo           | Pos.            |
| --------------- | ------------ | -------- | -------- | --------------- | --------------- | --------------- | --------------- | --------------- | --------------- |
| 400 m femminili | Afia Charles | 54"25    | 5ª       | Non qualificata | Non qualificata | Non qualificata | Non qualificata | Non qualificata | Non qualificata |

## Nuoto e sport acquatici

### Nuoto
Femminile
| Atleta         | Evento            | Batteria | Batteria   | Semifinale      | Semifinale      | Finale          | Finale          |
| Atleta         | Evento            | Tempo    | Classifica | Tempo           | Classifica      | Tempo           | Classifica      |
| -------------- | ----------------- | -------- | ---------- | --------------- | --------------- | --------------- | --------------- |
| Karin Clashing | 50 m stile libero | 30"01    | 55ª        | Non qualificata | Non qualificata | Non qualificata | Non qualificata |